# Hökuv
Hökuv (Ketupa shelleyi) är en fågel i familjen ugglor inom ordningen ugglefåglar.

## Utseende
Hökuven är en stor (53–61 cm), mörk och kraftigt tvärbandad uv med bruna örontofsar. Ansiktsskivan är gräddfärgad till gulbrun med sotfärgade band och kantad i svart. Huvudet är sotbrunt med några få vita fjädrar i nacken. Ovansidan är mörkbrun med mörkt beigefärgade band. Bröstet och buken är båda gräddfärgade med tydliga breda sotfärgade tvärband. Tarserna är befjädrade, ögonen mörkbruna, vaxhuden blågrön och näbben ljust gräddvit med blåaktig anstrykning vid näbbroten.

## Utbredning och systematik
Fågeln förekommer från Sierra Leone och Liberia till Kamerun, nordöstra Kongo-Kinshasa och Gabon. Den behandlas som monotypisk, det vill säga att den inte delas in i några underarter.

### Släktestillhörighet
Arten placeras traditionellt i Bubo, men flera genetiska studier visar arterna i släktet inte står varandra närmast. Hökuven med släktingar förs därför allt oftare, som här, till fiskuvarna i släktet Ketupa.

## Status och hot
Hökuven har en liten världspopulation bestående av uppskattningsvis endast 1 500–7 000 vuxna individer. Den tros också minska i antal till följd av habitatförlust. Fågeln är därför upptagen på internationella naturvårdsunionen IUCN:s röda lista över hotade arter, kategoriserad som sårbar (VU).

## Namn
Fågelns vetenskapliga artnamn hedrar George Ernest Shelley (1840-1910), kapten i British Army samt geolog, ornitolog och samlare verksam i bland annat Sydafrika, Egypten och Sudan.